# Eric Fuß
Eric Fuß (* 9. Dezember 1969 in Frankfurt am Main) ist ein deutscher Sprachwissenschaftler.

## Leben
Nach dem Studium (1991–1998) der Fächer Germanistik und Südostasienwissenschaften an der Goethe-Universität legte er 1998 die Magisterprüfung. Nach der Promotion 2005 zum Dr. phil. im Fach Germanistik an der Goethe-Universität bei Günther Grewendorf und Ian G. Roberts war er von  2000 bis 2010 wissenschaftlicher Mitarbeiter am Institut für deutsche Sprache Oktober und Literatur II der Universität Frankfurt (seit 2005: Institut für Kognitive Linguistik). Nach der Habilitation 2009 und Ernennung zum Privatdozenten, Goethe-Universität (Lehrberechtigung für das Fach Germanistik unter besonderer Berücksichtigung der Sprachwissenschaft) ist er seit 2018 Professor (W3) für germanistische Linguistik, insbes. Sprachgeschichte/historische Linguistik an der Ruhr-Universität Bochum.

## Schriften (Auswahl)
- Zur Diachronie von Verbzweit. Die Entwicklung von Verbstellungsvarianten im Deutschen und Englischen. Frankfurt am Main 1998.
- mit Marek Konopka: Genitiv im Korpus. Untersuchungen zur starken Flexion des Nomens im Deutschen. Tübingen 2016, ISBN 3-8233-8024-9.
- mit Maria Geipel: Das Wort. Tübingen 2018, ISBN 3-8233-8099-0.